# (2978) Roudebush
(2978) Roudebush (1978 SR) – planetoida z pasa głównego asteroid okrążająca Słońce w ciągu 5,46 lat w średniej odległości 3,1 j.a. Odkryta 26 września 1978 roku.